# L. Stokes
L. Stokes (prénom inconnu) est une joueuse de tennis américaine de la fin du XIXe siècle.
En 1887, elle a remporté l'US Women's National Championship en double mixte, associée à Joseph Clark. 

## Palmarès (partiel)

### Titre en double mixte
| No | Date       | Nom et lieu du tournoi                 | Catégorie | Surface      | Partenaire   | Finalistes                | Score    |          |
| -- | ---------- | -------------------------------------- | --------- | ------------ | ------------ | ------------------------- | -------- | -------- |
| 1  | 27-09-1887 | US National Championships Philadelphie | G. Chelem | Gazon (ext.) | Joseph Clark | Laura Knight E. D. Faries | 7-5, 6-4 | Parcours |

## Parcours en Grand Chelem (partiel)
Si l’expression « Grand Chelem » désigne classiquement les quatre tournois les plus importants de l’histoire du tennis, elle n'est utilisée pour la première fois qu'en 1933, et n'acquiert la plénitude de son sens que peu à peu à partir des années 1950.

### En double mixte
| Année | - | - | - | - | Wimbledon | Wimbledon | US National           | US National               |
| 1887  | - | - | - | - | -         | -         | Victoire Joseph Clark | Laura Knight E. D. Faries |

Sous le résultat, le partenaire ; à droite, l’ultime équipe adverse.